# Habronyx discoidellus
Habronyx discoidellus är en stekelart som först beskrevs av Jinhaku Sonan 1930.  Habronyx discoidellus ingår i släktet Habronyx och familjen brokparasitsteklar. Inga underarter finns listade i Catalogue of Life.